# Barro Duro (Tutoia)
Barro Duro é um distrito do município brasileiro de Tutoia, no litoral do estado do Maranhão. Foi criado em 1948.